# 郭沫若

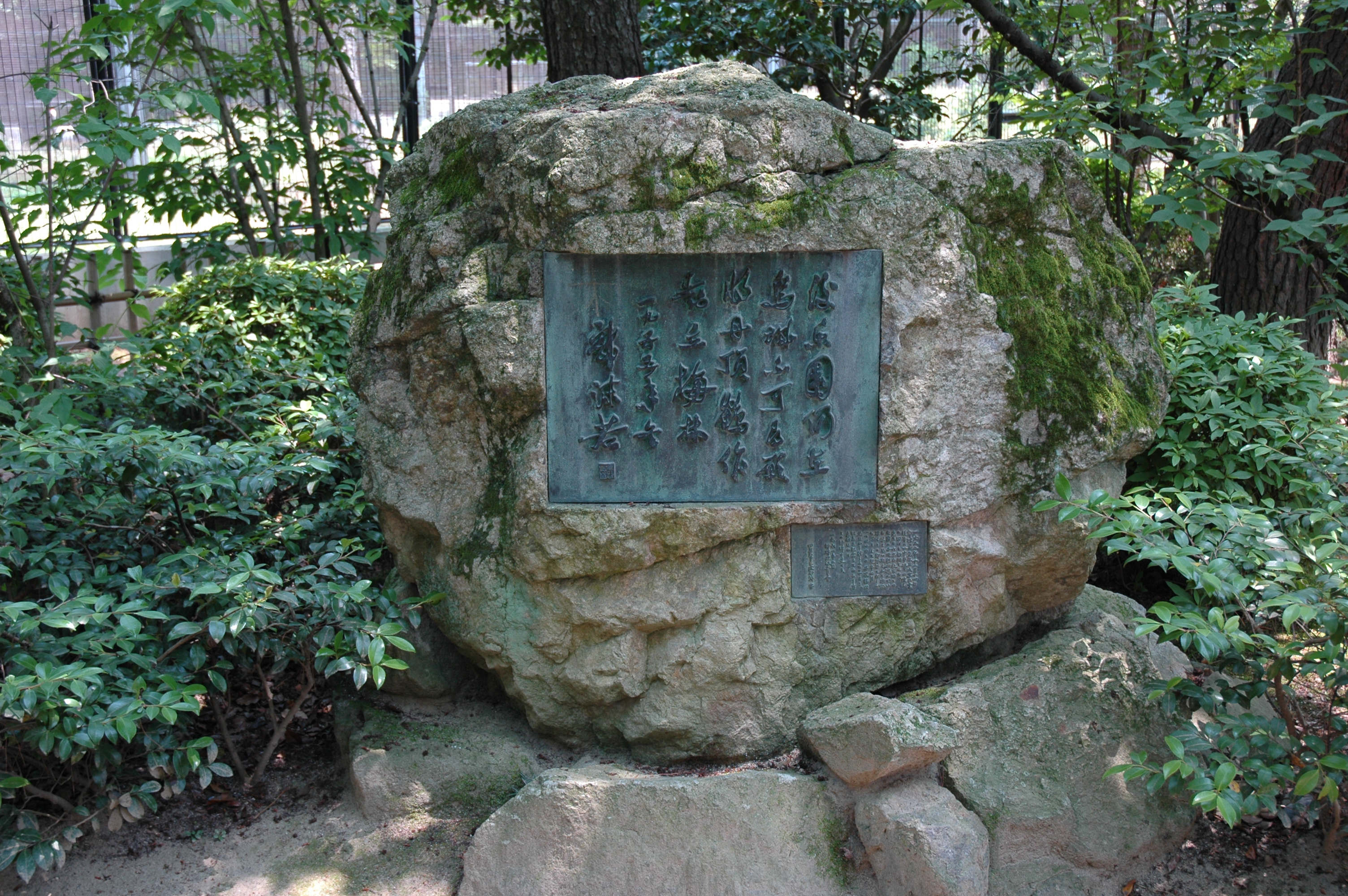
郭沫若詩碑（岡山後楽園）

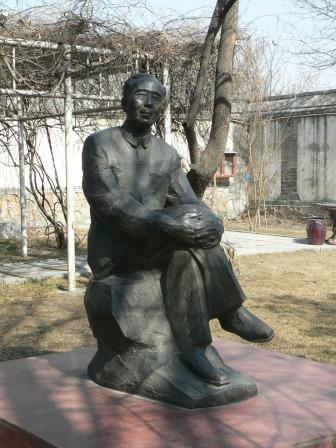
郭沫若の彫像（北京市）

郭 沫若（グオ・モールオ、かく まつじゃく、1892年11月16日 - 1978年6月12日）は、中華民国・中華人民共和国の政治家・文学者・考古学者・歴史学者。中国の近代文学・歴史学の開拓者の一人。
原名は郭開貞で、開貞は諱、沫若は号にあたる。字は「鼎堂」。執筆時に用いた筆名は多く、高汝鴻・麦克昂・易坎人・杜頑庶・杜衎などである。

## 生涯・人物

### 少年期
1892年11月16日、当時は嘉定（路）と呼ばれていた大肚河沿いの沙湾という小さな町で生まれた。この町は現在、四川省楽山市の中心市街地となっている。郭が生まれた当時、沙湾には約180世帯が住む町であった。地主である郭家の8番目の子として四川省嘉定府楽山県に生まれる。郭沫若には出生にまつわる一つの逸話があり、母親が彼を身篭った際に不思議な豹の夢を見た経験から、「豹の生まれ変わり」として「文豹」と名付けられた。故郷である楽山が大渡河（沫水）と雅河（若水）が合流するところにあることから、郭沫若は後年、この二本の河の古称をとって自分のペンネームとした。
郭沫若はまだ物心のつかない頃から母親の啓蒙教育を受け、漢詩の手ほどきを受けた。この影響で学問に目覚めた彼は、四歳半にして郭家の中に開かれた家塾で兄達と共に勉強がしたいと自ら両親に申し出た。
家塾での厳しい教育は基本的に科挙の試験に必要なものであったが、当時中国には近代化の波が訪れ、学校では洋学が浸透し、古典教育の見直しが計られ科挙も廃止された。近代式教育を行う学堂が成都に次々とできる中、郭家の家塾にも変化が起こり、近代的な書籍をテキストに取り入れ始めた。
1906年の春、15歳になった郭沫若は嘉定にある高等小学校に入学する。大自然に囲まれた嘉定での多様な経験は、後に彼が詩人となるための感性を育み、この地は郭沫若の原点となった。高等小学校では様々な近代的な教科を勉強したが、興味も持ったのはやはり幼少期から学んでいた古典であった。中でも今文学派の影響を受け、『史記』の解釈も試みた。
1907年の秋、嘉定中学校に入学する。西洋の書物や日本への留学経験を持つ兄達の影響から、郭沫若はこの頃から海外への興味を示し始めた。しかしその夢を叶える術がなく、彼は自暴自棄に陥り、精神的に荒れた郭沫若は遊びと詩作に走るようになる。そんな時期に郭沫若はさらに腸チフスと他の病気を併発し、後遺症で生涯難聴となる。
1910年、郭沫若は成都高等学校学堂分設中学校に編入するにあたって、嘉定から成都に移住する。同年、北京・天津で国会開設請願運動が起こる。瞬く間に全国に広がり、郭沫若も運動に参加するも失敗に終わり、一時退学の仮処分を受ける。

### 日本留学
1914年、中高生時代の苦悶と1912年の不本意な結婚に苦しめられた郭沫若は日本へ留学する。留学前、天津陸軍軍医学校の試験を受験。実際は医学を学ぶ意志は無く、現実から逃れるための選択であったが、日本へ留学してから郭沫若は真面目に医学を勉強しようと考えるようになり、第一高等学校予科に入学して1年間学んだ。その後、3番目の成績で卒業すると岡山の第六高等学校第三部医科に配属される。岡山に移住した郭沫若は、この地の風景と故郷を重ね合わせて懐かしんだ。
1918年9月、九州帝国大学医学部に無試験で入学する。医学部での解剖実習がきっかけで創作意欲を抱き始めた。最初の小説「髑髏」を構想したり、外国語の授業で読んだ文学作品から、小学校の頃から興味があった文学への意欲が再燃、郭沫若は文学への思いに燃えていた。何度も医学をやめようと考える中、難聴により打診と問診がうまくいかず、医業に従事するには大きな支障となることから、ついに医師への道を諦めざるを得なくなる。熱狂的に詩歌創作を行なっていた郭沫若は、そのまま文学の道に進むこととなった。

### 執筆活動
1921年、郭沫若はついに大学を一時休学し、創造社の設立の準備を始める。上海泰東書局で編集の仕事をしながら、創造社成立後の機関誌出版の作業にも取り掛かった。そして同年7月、文学結社創造社を設立した。この設立の仲間は日本留学の友人である、成仿吾・郁達夫・張資平らであった。
1922年8月、処女詩集『女神』を発表。文学史において、『女神』は五四時期浪漫主義思潮の代表作というのが定評となっている。郭沫若の新体詩は中国近代詩歌に確実な礎を築くこととなった。
1923年3月、郭沫若は大学を卒業するも、以来医療に携わることはなかった。
その後国民党に参加するも、反帝国主義運動によって発生した五・三〇事件で左傾化した。北伐軍の総政治部主任となるが、1927年蔣介石と対立後に南昌蜂起に参加し、直後に中国共産党に加入。蔣介石に追われ、1928年2月日本へ亡命。千葉県市川市須和田に居を構え、中国史の研究に没頭する。『中国古代社会研究』、『両周金文辞大系考釈』、『我的幼年』などを執筆した。1937年の盧溝橋事件が起こると日本人の妻らを残し帰国して国民政府に参加した。1942年に重慶で戯曲『屈原』を発表、大きな反響を呼ぶ。1945年には彼なりの古代の思想家研究の集大成『十批判書』を書き上げた。
1946年、国共合作のための協商会議に参加。決裂後に内戦反対運動を推進し、戦後は中華人民共和国に参画して政務院副総理、中国科学院の初代院長、1950年に全国文学芸術連合会主席、1954年には全人代常務副委員長に就いた。1958年共産党に入党。1963年中日友好協会名誉会長。文学・史学の指導に努めるが、反右派闘争以降は発言や作風が毛沢東に迎合するようになる。しかし毛沢東が郭を嫌ったために迎合は実らず、次々に彼と彼の家族は迫害される。人民共和国建国後の作品には、『蔡文姫』『武則天』などがあり、いずれも北京人民芸術劇院によって上演された。特に『蔡文姫』は焦菊隠の演出が高く評価され、話劇の代表作の一つとして21世紀の今日まで繰り返し上演されている。

### 文革期
文化大革命発生直後の1966年4月14日、全人代副委員長として常務委員会に出席した郭沫若は、「今日の基準で言えば、私が以前に書いた全てのものは、厳格に言えば全て焼き尽くすべきで少しの価値も無い」とする「焚書」発言を行った。既に呉晗・廖沫沙らが打倒されるなか自身を守るための自己批判であったが、毛沢東は許さず、過去に郭沫若が『十批判書』で毛沢東が尊敬する秦の始皇帝を批判し、毛沢東が嫌いな孔子を褒めたことを不快に思っており、中国の国会に当たる「中国共産党第八届中央委員会」の「十二中全会」(1968年)の閉会式(同年10月31日)で列席していた郭を名指しで「そこにいる郭老人と范老人は孔子を崇拝しているようだな。馮友蘭もそうだがな。あなた方は偏向している。私は孔子は評価できない。孔子というのは貴族や奴隷主の代表だろう。郭老人の『十批判書』は儒教を褒めて法家をそしっている。私は一つも賛同できない。」と面罵した。
毛沢東に嫌われた郭はその後毛沢東や江青らの詩を賛美し、批林批孔運動に乗り、著書『李白と杜甫』で杜甫を貶め、毛沢東が好きな李白を讃えた。また、当時の政策を褒める詩を多く発表した。しかし、毛沢東は郭を許さず、ことあるごとに郭をいびり、郭の『十批判書』を小馬鹿にする漢詩を与えたり、林彪事件発生後は「郭沫若と林彪は同じ思想を持っている」と攻撃したりした。1974年1月18日には郭を出席させた上で江青らに『十批判書』を攻撃させる吊し上げを行った。毛沢東はこの時も「郭老人は柳宗元に及ばない」という屈辱的な漢詩を郭に与えた。郭は内心、憤懣やる方なかったが従わざるを得なかった。四人組が逮捕されると一転して彼らを批判する詩を発表した。これら文革期の言動が彼全体の評価に影響している。郭の息子二人は文革中に殺害されるが、郭は文革中に常にいじめられながら迎合を繰り返したために評価を落とすこととなった。

### 晩年
1971年、科学院院長と全国人民代表大会常任委員会副委員長を務め、ウマル・ハイヤームの詩集『ルバイヤート』を翻訳していた縁から同年10月のパーレビ国王主催のイラン建国二千五百年祭典に招かれて出席予定だったが、当時中国に亡命していたノロドム・シハヌーク元カンボジア国王の中国北西部訪問や訪中したエチオピア帝国皇帝ハイレ・セラシエ1世の万里の長城訪問に同行したその前の過密な日程により疲労を訴えたことで代理の特使が派遣された。1978年北京で病没。

## 家庭
郭沫若は、生涯に3度結婚した。
- 張瓊華（1890年－1980年）

1912年2月に結婚。当時の中国は現在と違って、男女の婚姻はすべて親が決めていた。婚礼まで男女双方とも面識が無いのが普通であり、この時もそうであった。張瓊華との婚約以前から、結婚を望んでいなかった郭沫若は、旧式結婚に対するせめてもの抵抗で、親に結婚に対する二つの条件を示していた。数年後、郭沫若の母親は彼に相談無しに張瓊華との縁談を取り決めてきたが、すでに何年も縁談を延ばしてきた中、これ以上母親を悲しませるのも忍びないと思った郭沫若はこれを受けるしかなかった。しかし、婚礼当日に相手の女性が条件を満たしていないと判り、騙された郭沫若はこの結婚を酷く後悔する。郭沫若は不本意な結婚をした5日後、学業を続けるため、愛することのできない新妻を家に置いて成都に戻った。子もなく離婚もしておらず、法律上は張瓊華が郭沫若の正妻であった。張瓊華は1980年に死ぬまで郭家で生活した。
- 佐藤をとみ[27]（1893年－1994年、宮城県黒川郡大衡村出身[28]）

東京京橋病院で看護婦として働いていた時、郭が友人の見舞いに来て知り合う。1916年冬に結婚。1923年に上海へ移るが、28年に国を追われて日本の市川市へ移る。37年に郭沫若だけが日本を離れる。戦後にをとみは郭沫若に会いに中国へ渡るが、郭沫若は既に再婚をしていた。しかし、をとみは子供たちを中国人として中国に送り出した後、自身も中国へ移住し、上海で亡くなった。2人の間には息子が4人（郭和夫・郭博・郭福生・郭志宏）と娘1人（郭淑禹）。5人の子はいずれも戦後中国で要職についた。郭淑禹の娘は日本へ留学し国士舘大教授で郭沫若研究家となった藤田梨那。をとみは戦前に本を出している。「我的丈夫郭沫若」（1938年）
- 于立群（1916年－1979年）

1939年に結婚。元女優。4人の息子と2人の娘を生む。
また、複数の女性と婚外の関係を持っていたとされる。

## 業績
郭沫若の業績は非常に多岐にわたる。文学の代表作としては詩『女神』・戯曲『屈原』などがあり、中国古代史学においては西周時代を奴隷制時代とした『中国古代社会研究』など。甲骨文字研究では羅振玉に次ぐ大きな業績をあげ、羅振玉・王国維・董作賓とともに「甲骨四堂」と称されている。日本の中島竦と旧知であり中島が所蔵していた甲骨200片を調べている。三国志関連では論文「替曹操翻案」を発表した。これは当時悪人扱いだった曹操の評価を改める大議論の契機となった。その際に発表された論文の数々は郭沫若のものを含めて『曹操論集』という書物に編集されている。

### 『屈原』
『屈原』は、1941年に起こった皖南事変によって国民党の主たる任務が抗日から反共に移行され、活動の自由を奪われた中で作られた、六部歴史劇の一つである。壮年期の屈原の悲劇を五幕で構成し作品にした。
『詩経』と『楚辞』は、中国古代が遺した、文学における貴重な産物であるが、後世への影響から言えば『楚辞』の方が大きい。『楚辞』の中の作品の圧倒的多数が屈原の作であり、中国歴代の詩人のうち屈原の影響を受けたことのない者は一人としていないと言える。そのため、郭沫若も屈原の影響を受けた一人といっても過言ではない。
郭沫若の処女詩集『女神』（1921年）は、五四運動前後の反帝反封建的時代の精神を反映し、芸術の独創性の鮮明さと斬新な自由体形詩をもって当時大きな影響力を与えた。その作品の中の「女神三部曲」の「湘累」に黒衣の屈原が登場する。また1935年には史的考証と文学鑑賞を兼ねた研究書『屈原』（後『屈原研究』と改題）を出版しており、郭沫若が屈原を題とした創作を試みていたことが分かる。
史劇『屈原』は、時は戦国時代、楚の懐王16年、楚国の都郢を舞台に話が繰り広げられる。作品の第一幕は屈原と宋玉の対話から始まる。屈原は宋玉を想い、「橘頌」を送る。時同じく、張儀が秦国から受けた“斉国と楚国の国交断絶策”を失敗し魏国に赴くという報告を受ける。第二幕では懐王の妃の南后が張儀と手を組み、屈原を陥れ、懐王からの信頼を壊す行動をとる。結果屈原は“気狂い”とされ信頼を失った。第三幕で屈原のためと行なった招魂がまた屈原を怒らすこととなり、遂に失踪する。忠誠を誓っていた宋玉も王宮へ移ることとなる。第四幕はただ一人屈原を信じていた侍女の嬋娟が屈原の後を追う場面が展開される。屈原も再び懐王に会って訴えるも聞き入れてもらえなかった。結果第五幕で牢生活を送ることとなる。屈原と共に脱獄を図ろうとした嬋娟は、毒薬の入った酒を飲んでしまい死んでしまう。屈原は嬋娟を光明の使者と称えて弔う場面で幕を下ろす。
『屈原』は昔の人物や事物に事寄せて作品の出来た当時を風刺している。皖南事変で、人民の国民党反動派に対する憎しみを巻き起こし、彼らの偽抗日・真反共や売国して敵に投降し、忠誠心を損なう罪悪な行動を激しく非難した。抗日戦下に、国党区の当時の首都であった重慶で上映され熱狂的な人気を呼んだ『屈原』は、戦後の日本でも1952年、1962年の二回に渡り公演され、独立と自由を求める日本人の共感を呼んだ。

### 『十批判書』（中国古代の思想家たち）
『十批判書』は郭沫若の古代史研究の集大成であり、諸子百家のそれぞれの思想を研究し、唯物史観に照らし合わせて進歩的か封建的かを論じたものである。十章から成る。孔子が人民の生活を発展させる進歩的な思想の持ち主で、墨子は封建的思想を唱えたとしており、始皇帝は全土を制覇したあと人民を奴隷にしたとしていたことが毛沢東の逆鱗に触れ、前述のように文化大革命中に郭が度重なる迫害を受けるもととなった。
以下は中国語版の章のタイトルである。
- 《古代研究的自我批判》
- 《孔墨的批判》
- 《儒家八派的批判》
- 《稷下黄老学派的批判》
- 《荘子的批判》
- 《荀子的批判》
- 《名弁思潮的批判》
- 《前期法家的批判》
- 《韓非子的批判》
- 《呂不韋与秦王政的批判》

邦訳は『中国古代の思想家たち』として岩波書店から上下二巻で刊行されている。

## 郭沫若にまつわる記念館・旧宅

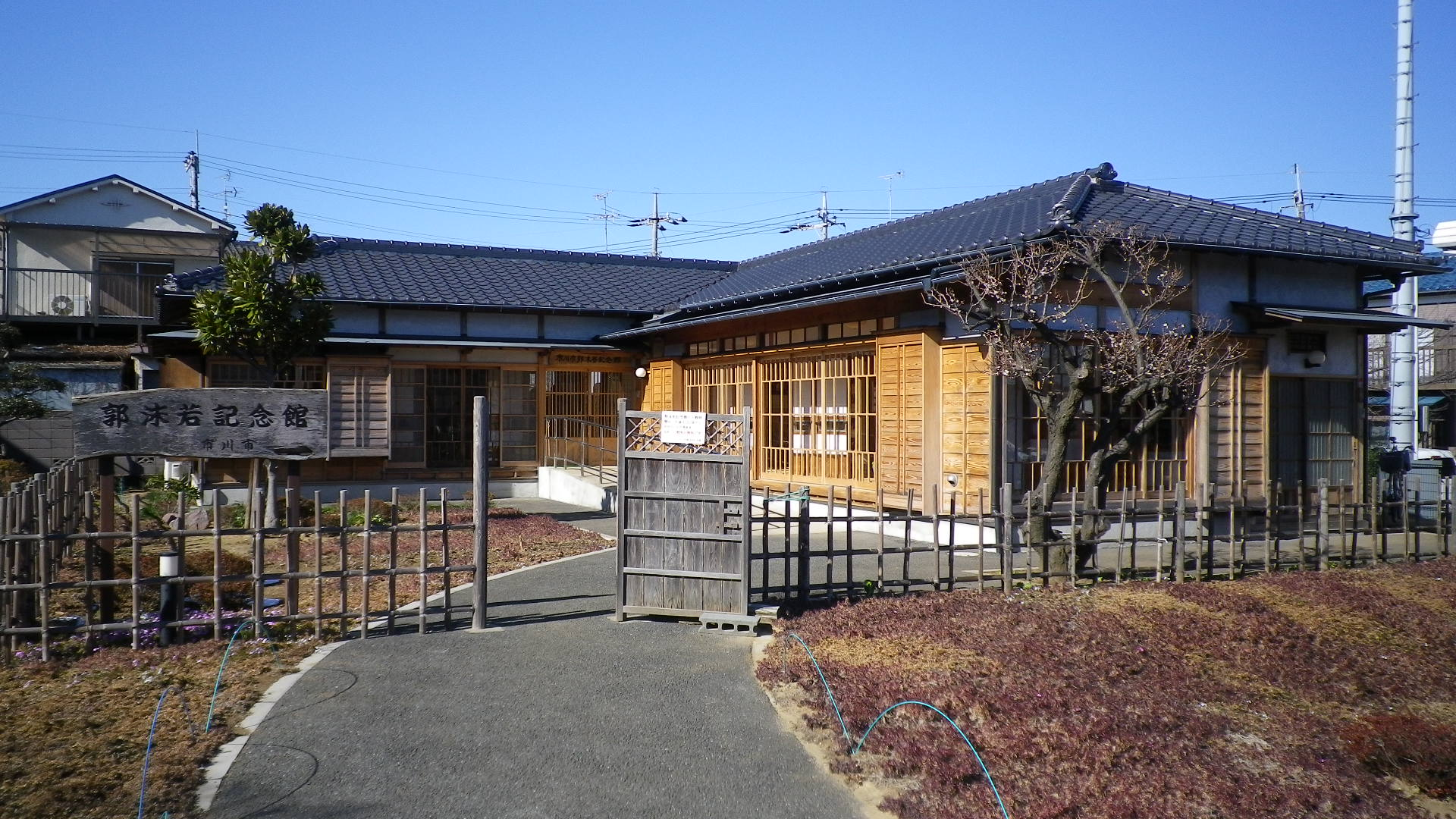
市川市郭沫若記念館

- 北京郭沫若記念館 - 郭沫若が晩年を過ごした旧宅。北京市西城区の高級住宅地で政治家の家が密集する什刹海地区にある。
- 郭沫若旧宅 - 出身地である楽山市にある旧宅。楽山市の沙湾駅から南に約1.5kmの市街地にある。
- 市川市郭沫若記念館 - 千葉県市川市の真間5丁目公園にある郭沫若の旧宅。市川市須和田にあった旧宅を移築・復元したもの。

## 著作

### 日本語訳
- 『支那古代社会史論』藤枝丈夫訳 内外社 1931
- 『青銅器研究要纂』田中震二訳 文求堂書店 1935
- 『北伐』松枝茂夫訳 改造社 1938
- 『海棠香国』村田孜郎訳 興亜書局 1940
- 『漂流三部曲』村田孜郎訳 聖光社 中国文芸叢書 1946
- 『我が思出』村田孜郎訳 聖光社 1947
- 『歴史小品』平岡武夫訳 岩波新書 1950
- 『郭沫若詩集』須田禎一訳 未来社 1952
- 『屈原』須田禎一訳 未来社 1952 のち岩波文庫
- 『訪ソ紀行』千田九一訳 日本出版協同 1952
- 『郭沫若作品集』小峰王親・桑山竜平共訳 青木書店 1953
- 『虎符』須田禎一訳 未来社 てすぴす叢書 1953
- 『中国古代の思想家たち』（『十批判書（中国語版）』の邦訳）野原四郎・佐藤武敏・上原淳道訳 上下巻 岩波書店。上: 1953, doi:10.11501/3007872。下: 1957, doi:10.11501/2970897
- 『日本国民に訴える 新しい愛国主義』平野義太郎編訳 三一書房 1953
- 『亡命十年』岡崎俊夫訳 筑摩書房 1953
- 『黒猫』岡崎俊夫訳 現代世界文学全集 新潮社 1956
- 『日本亡命記』小峰王親訳 法政大学出版局 1958
- 『抗日戦回想録』岡崎俊夫訳 中央公論社 1959 のち文庫
- 『蔡文姫』須田禎一訳 新読書社出版部 1959
- 『創造十年/続・創造十年』松枝茂夫訳 岩波文庫 1960
- 『私の幼少年時代・辛亥革命前後』（小野忍・丸山昇訳）『南昌の一夜』（松枝茂夫訳）中国現代文学選集 平凡社 1962
- 『則天武后・筑　始皇帝と高漸離』須田禎一訳 東洋文庫 (平凡社)6 1963
- 『郭沫若史劇集』全3集 須田禎一訳 海燕社 1966
- 『郭沫若自伝』[38]全6巻 小野忍・丸山昇訳 平凡社東洋文庫 1967-1973
- 『郭沫若史劇全集』須田禎一訳 講談社 1972
- 『中国の革命と文学3 「郭沫若・郁達夫集」松枝茂夫編 平凡社 1972
- 『李白と杜甫』須田禎一訳 講談社 1972 のち文庫
- 『郭沫若選集』雄渾社

1 少年時代 和田武司・藤本幸三訳 1976
2 創造十年 和田武司訳 続創造十年 藤本幸三訳 1986
8 屈原研究・屈原賦今訳 稲畑耕一郎訳 1978
13 青銅時代 中村俊也訳 雄渾社 1982
- 『歴史小品』平岡武夫訳 岩波文庫 1981
- 『郭沫若詩集 対訳』彭銀漢訳 花曜社 1982
- 『桜花書簡 中国人留学生が見た大正時代』大高順雄・藤田梨那・武継平訳 東京図書出版会 2005
- 『女神 全訳』藤田梨那訳 明徳出版社 2011